# Arcidiecéze tourská
Arcidiecéze tourská (lat. Archidioecesis Turonensis, franc. Archidiocèse de Tours) je francouzská římskokatolická arcidiecéze. Leží na území departementu Indre-et-Loire, jehož hranice přesně kopíruje. Sídlo arcibiskupství i katedrála Saint-Gatien de Tours se nachází ve městě Tours. Arcidiecéze je hlavou tourské církevní provincie.
Od 23. června 2005 je tourským arcibiskupem-metropolitou Mons. Bernard-Nicolas Aubertin.

## Historie
Biskupství bylo v Tours zřízeno v průběhu 3. století. V průběhu 5. století bylo povýšeno na arcibiskupství.
Od roku 1790 hranice arcidiecéze kopírují hranice departementu Indre-et-Loire.
Sufragány tourské arcidiecéze jsou arcidiecéze bourgeská, diecéze bloiská, diecéze chartreská a diecéze orleánská.